# Mistrzostwa Świata w Lekkoatletyce 2011 – sztafeta 4 × 100 m mężczyzn
Sztafeta 4 × 100 metrów mężczyzn – jedna z konkurencji rozgrywanych podczas lekkoatletycznych mistrzostw świata na Daegu Stadium w Daegu. 
Zwycięzcą konkurencji została sztafeta Jamajki ustanawiając jednocześnie nowy rekord świata. Obronili również tytuł mistrzowski wywalczony na poprzednich mistrzostwach w 2009 roku. 

## Terminarz
| Data       | Godzina |            |
| ---------- | ------- | ---------- |
| 4 września | 19:00   | Eliminacje |
| 4 września | 21:00   | Finał      |

## Rekordy
Tabela prezentuje rekord świata, rekordy poszczególnych kontynentów, mistrzostw świata, a także najlepszy rezultat na świecie w sezonie 2011 przed rozpoczęciem mistrzostw.
|                                                | Zawodnik                                                                           | Wynik | Miejsce            | Data                  |
| ---------------------------------------------- | ---------------------------------------------------------------------------------- | ----- | ------------------ | --------------------- |
| Rekord świata                                  | Jamajka · Nesta Carter, Michael Frater, Usain Bolt, Asafa Powell                   | 37,10 | Pekin              | 22 sierpnia 2008(dts) |
| Listy światowe                                 | Stany Zjednoczone · Trell Kimmons, Michael Rodgers, Justin Gatlin, Walter Dix      | 37,90 | Lignano Sabbiadoro | 19 lipca 2011(dts)    |
| Rekord mistrzostw świata                       | Jamajka · Steve Mullings, Michael Frater, Usain Bolt, Asafa Powell                 | 37,31 | Berlin             | 21 sierpnia 2009(dts) |
| Rekord Afryki                                  | Nigeria · Osmond Ezinwa, Olapade Adeniken, Francis Obikwelu, Davidson Ezinwa       | 37,94 | Ateny              | 9 sierpnia 1997(dts)  |
| Rekord Azji                                    | Japonia · Naoki Tsukahara, Shingo Suetsugu, Shinji Takahira, Nobuharu Asahara      | 38,03 | Osaka              | 1 września 2007(dts)  |
| Rekord Ameryki Północnej, Środkowej i Karaibów | Jamajka · Nesta Carter, Michael Frater, Usain Bolt, Asafa Powell                   | 37,10 | Pekin              | 22 sierpnia 2008(dts) |
| Rekord Ameryki Południowej                     | Brazylia · Vicente de Lima, Édson Ribeiro, André da Silva, Claudinei da Silva      | 37,90 | Sydney             | 30 września 2000(dts) |
| Rekord Europy                                  | Wielka Brytania · Jason Gardener, Darren Campbell, Marlon Devonish, Dwain Chambers | 37,73 | Sewilla            | 20 sierpnia 1999(dts) |
| Rekord Australii i Oceanii                     | Australia · Paul Henderson, Tim Jackson, Steve Brimacombe, Damien Marsh            | 38,17 | Göteborg           | 12 sierpnia 1995(dts) |

## Rezultaty

### Eliminacje
| Poz. | Reprezentacja       | Rezultat | Uwagi                         |
| ---- | ------------------- | -------- | ----------------------------- |
| 1    | Stany Zjednoczone   | 37,79    | Q                             |
| 2    | Trynidad i Tobago   | 37,91    | Q                             |
| 3    | Jamajka             | 38,07    | Q                             |
| 4    | Wielka Brytania     | 38,29    | Q                             |
| 5    | Polska              | 38,37    | Q                             |
| 6    | Francja             | 38,38    | Q                             |
| 7    | Włochy              | 38,41    | q                             |
| 8    | Saint Kitts i Nevis | 38,47    | q                             |
| 9    | Japonia             | 38,66    | Najlepszy wynik w tym sezonie |
| 10   | Australia           | 38,69    | Najlepszy wynik w tym sezonie |
| 11   | Południowa Afryka   | 38,72    | Najlepszy wynik w tym sezonie |
| 12   | Chiny               | 38,87    | Najlepszy wynik w tym sezonie |
| 13   | Korea Południowa    | 38,94    | Rekord kraju                  |
| 14   | Portoryko           | 39,04    | Rekord kraju                  |
| 15   | Portugalia          | 39,09    | Najlepszy wynik w tym sezonie |
| 16   | Ghana               | 39,17    |                               |
| 17   | Kanada              | 39,28    |                               |
| 18   | Chińskie Tajpej     | 39,30    |                               |
| 19   | Tajlandia           | 39,54    | Najlepszy wynik w tym sezonie |
| –    | Brazylia            | DSQ      |                               |
| –    | Holandia            | DSQ      |                               |
| –    | Niemcy              | DNF      |                               |
| –    | Szwajcaria          | DNF      |                               |

### Finał
| Poz. | Reprezentacja       | Czas  | Uwagi                     |
| ---- | ------------------- | ----- | ------------------------- |
|      | Jamajka             | 37,04 | Rekord świata             |
|      | Francja             | 38,20 | Najlepszy wynik w sezonie |
|      | Saint Kitts i Nevis | 38,49 |                           |
| 4    | Polska              | 38,50 |                           |
| 5    | Włochy              | 38,96 |                           |
| 6    | Trynidad i Tobago   | 39,01 |                           |
| 7    | Wielka Brytania     | DNF   |                           |
| 8    | Stany Zjednoczone   | DNF   |                           |